# Никиш, Митя
Митя Никиш (нем. Mitja Nikisch; 21 мая 1899, Лейпциг — 5 августа 1936, Венеция) — немецкий пианист, композитор и дирижёр, джазмен. Сын Артура Никиша, первый муж актрисы Норы Грегор (до 1934 г.).

## Биография
Получил пианистическое образование в Лейпцигской консерватории у Роберта Тайхмюллера и Йозефа Пембаура. Дебютировал как солист в 1918 году с Берлинским филармоническим оркестром, с этим же коллективом в 1934 году осуществил свою наиболее известную запись — 20-й фортепианный концерт Моцарта (дирижёр Рудольф Шульц-Дорнбург). Сочинял академическую музыку, однако главное произведение Никиша, законченный незадолго до смерти Концерт для фортепиано с оркестром, было впервые исполнено лишь после его смерти, в 1941 году, Оркестром концертного общества Парижской консерватории под управлением Шарля Мюнша (солировал пианист Костя Константинов, о котором сообщается, что он был другом детства Никиша).
Главной страстью Никиша-младшего были, однако, джаз и мюзик-холл. Основав собственный танцевальный оркестр, он с 1925 года выступал в берлинских кафе, кабаре и казино, пока приход к власти нацистов не привёл к заметному спаду берлинской музыкальной жизни этого рода. Оставшись без своего оркестра и без отчётливых перспектив карьеры в области академической музыки, Никиш покончил с собой.